# تومي أمبروز
تومي أمبروز هو مغن مؤلف كندي، ولد في 19 أكتوبر 1939 في تورونتو في كندا.

## وصلات خارجية
- تومي أمبروز على موقع IMDb (الإنجليزية)
- تومي أمبروز على موقع ديسكوغز (الإنجليزية)